# Philip Stapleton
Pour les articles homonymes, voir Stapleton.
Philip Stapleton (1603-1647), de Warter-on-the-Wolds dans le Yorkshire, est un député anglais, un partisan de la cause parlementaire pendant la Première révolution anglaise. Son nom de famille est aussi parfois orthographié Stapylton ou Stapilton.

## Biographie
Il est le deuxième fils de Henry Stapleton de Wighill (décédé en 1630). Il est admis en tant que commoner du Queens' College de Cambridge en 1617. En 1630, il est fait chevalier.
Il est député de Hedon dans le Court Parlement (avril 1640) et de Boroughbridge dans le Long Parlement (novembre 1640). En 1642, il est nommé commissaire parlementaire dans le Yorkshire. Lorsque la guerre civile éclate, il est nommé colonel de cavalerie et commandant du garde de Robert Devereux (3e comte d'Essex). Il commande une brigade de cavalerie à la bataille d'Edgehill, l’un des deux gardés en réserve jusqu’à tard dans la journée et dont la charge contre les flancs et l’arrière de l’infanterie royale garantissait presque une victoire parlementaire, mais s’avère finalement peu concluante. Il assiste également à des combats à la bataille de Chalgrove Field et à la première bataille de Newbury. Il est membre du comité de sécurité nommé en 1642 et du Comité des deux royaumes qui le remplace en 1643.
Cependant, il tombe en disgrâce lorsqu'il s'oppose à l'ordonnance d'autodéfense et à l'avancement d'Oliver Cromwell. En 1647, il est l'un des onze membres du Parlement mis en accusation par l'armée mais réussit à s'échapper à Calais et y est décédé plus tard la même année.

## Famille
Stapleton se marie à deux reprises, la première fois en 1627 avec Frances Hotham (fille de sir John Hotham (1er baronnet) (en)), dont il a eu quatre enfants : 
- John Stapleton de Warter (mort en 1697)
- Robert Stapleton de Wighill (mort en 1675)
- Mary, mariée à Thomas Fitzwilliam (4e vicomte Fitzwilliam) (décédé en 1704), un choix de mari plutôt étonnant, car il est irlandais catholique et royaliste convaincu
- une autre fille

Sa seconde épouse est Barbara Lennard, fille de Lord Dacre. Ils ont cinq enfants :
- Henry Stapleton de Wighill (décédé en 1723)
- Philip Stapleton de Wighill (décédé en 1729)
- Frances Stapleton

et deux autres filles.